# Журналіст (фільм)
«Журналіст» (рос. «Журналист») — російський радянський двосерійний чорно-білий повнометражний драматичний художній фільм режисера Сергія Герасимова, знятий в 1967 році на кіностудії імені Горького. В фільмі розкриті протиріччя між духовним світом особистості та реаліями суспільного життя. 

## Сюжет

### Частина перша: «Зустрічі»
Успішний молодий московський журналіст Юрій Аляб'єв (Юрій Васильєв) перед новим призначенням у міжнародний відділ їде в невелике промислове містечко Горноуральск з тим, щоб розібратися в письмових скаргах якоїсь Анікіної (Надія Федосова). В Москві він полишає дівчину, для якої він мало значить. За порадою редактора місцевої газети Реутова (Сергій Никоненко) він зупиняється в будинку Анікіної, поруч з яким в невеликому будиночку живе молода дівчина Шура Окайомова (Галина Польських), що працює на місцевому заводі. Аляб'єв, зворушений красою і розумом Шури, намагається вступити з нею в інтимну близькість, але Шура відкидає його. Аляб'єв повертається до Москви, потім їде у відрядження в Женеву.

### Частина друга: «Сад і весна»
У другій частині «Сад і весна» розповідається про життя Аляб'єва під час поїздки в Європу, де зустрічається з Анні Жирардо, відвідує репетицію Мірей Матьє, веде дискусії зі своїм новим другом, американським журналістом Бартоном (Анатолій Крижанський), доводячи переваги радянського способу життя. Повернувшись з відрядження, Аляб'єв знову їде на Урал. Він так і не зміг забути Шуру і хоче знову зустрітися з нею. Від Реутова він дізнається, що після його від'їзду керівництву міста і заводу стали надходити листи Анікіної про любовний зв'язок між ним і Окайомовою. За рішенням комсомольських зборів Шуру переселили в гуртожиток заводу. Аляб'єв зустрічає Шуру, відбувається драматичне з'ясування стосунків, вони вирішують одружитися.

## У ролях
- Юрій Васильєв - Юрій Миколайович Аляб'єв, журналіст
- Галина Польських - Шура Окайомова, формовщиця на заводі
- Надія Федосова - Варвара Василівна Анікіна, скаржниця
- Сергій Никоненко - Олександр Васильович Реутов, редактор газети «Горноуральський робочий»
- Юсуп Даніялов - Микола Рустамович, головний редактор
- Іван Лапиков - Павло Васильович Пустовойтов, голова міськвиконкому Горноуральска
- Василь Шукшин - Євген Сергійович, журналіст
- Юрій Кузьменков - Кузьменков, конферансьє
- Валентина Теличкіна - Валя Королькова, кур'єр і друкарка редакції
- Софія Павлова - мати Шури
- Люсьєна Овчинникова - Тамара, подруга Шури
- Катерина Васильєва - співробітниця відділу листів
- Жанна Болотова - Ніна, подружка Аляб'єва
- Тамара Макарова - Ольга Сергіївна Паніна
- Анні Жирардо (Франція) - камео
- Мірей Матьє (Франція) - камео
- Сергій Герасимов - Олексій Петрович Колесніков